# Pingali Venkayya

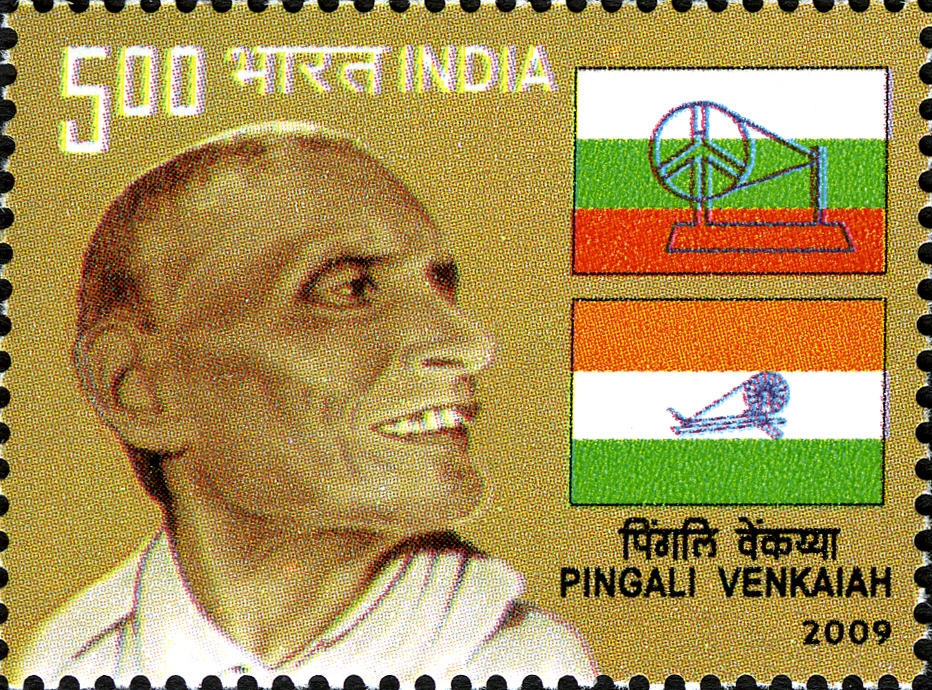
Selo indiano de 2009 em homenagem a Pingali Venkayya. No selo estão também representadas as bandeiras de 1921 e 1931

Pingali Venkayya (Telugu: పింగళి వెంకయ్య) (2 de Agosto de 1876 - 4 de Julho de 1963) foi o desenhista da bandeira nacional da Índia. Ele nasceu em Bhatlapenumarru, perto de Masulipatão ou, hoje em dia, Machilipatnam de Andhra Pradesh, Índia. Depois de ter completado o Ensino Médio em Machlipatnam, ele foi para Colombo para completar seu Senior Cambridge. No retorno para a Índia, ele trabalhou como um guarda de ferroviária, então como empregado do governo que regia no país em Bellary, e depois, mudou-se para Lahore para entrar no Anglo-Vedic college (Faculdade Anglo-Veda) para estudar Urdu e Japonês.